# 75. Infanterie-Division (Wehrmacht)
Die 75. Infanterie-Division war von 1939 bis 1945 ein militärischer Großverband der Wehrmacht. Sie war zunächst am Westwall eingesetzt und führte beim Frankreichfeldzug 1940 einen Angriff auf die Maginot-Linie durch. Von 1941 bis 1945 war der Verband an der Ostfront eingesetzt. Sie erlitt schwere Verluste in der Schlacht um Kiew im Herbst 1943, bei der Kesselschlacht von Tscherkassy im Februar bis März 1944, in der Kesselschlacht von Kamenez-Podolski im April bis Juni 1944 und im Raum Kattowitz-Ratibor im Dezember 1944. Im April 1945 wurde die Division, nur noch in der Stärke einer Kampfgruppe im Raum Mährisch Ostrau zerschlagen.

## Divisionsgeschichte

### Aufstellung
Die 75. Infanterie-Division (ID) wurde am 26. August 1939 als Division der 2. Aufstellungswelle durch die 12. Infanterie-Division im Wehrkreis II (Stettin) aufgestellt. Mannschaften und Offiziere der Infanterie Regimenter 27, 48 und 89 wurden zusammen mit Männern der Reserve I zur Aufstellung der neuen Infanterie Regimenter 172 (Neustrelitz), 202 (Rostock) und 222 (Schwerin) herangezogen. Das Artillerie-Regiment 12 stelle Personal für das neue Artillerie-Regiment 175 (Ludwigslust) ab. Weitere Divisionseinheiten für die neue Division entstanden mit der Nummer 175 in den Städten zwischen Schwerin und Stettin. Bei der Aufstellung wurden hauptsächlich Reservisten aus dem Raum Schwerin verwendet.

### Westwall
Bei Beginn des Krieges war die Division der 1. Armee unterstellt, sie wurde ab Oktober 1939 zur Sicherung der Westwallbefestigungen nördlich von Saarbrücken zwischen St. Ingbert und Tholey stationiert.

### Westfeldzug
Später im Großraum Saarbrücken stationiert, ging die Division als Teil des XII. AK beim Angriff der 1. Armee auf die Maginot-Linie, der „Operation Tiger“ ab dem 14. Juni 1940 links von der 268. Infanterie-Division des Korps gegen die Bunker der Verteidigungsanlage vor. Da bereits ein französischer Rückzugsbefehl erteilt war, zogen sich die französischen Truppen aus den Festungswerken bei Beginn der Dunkelheit etwa 40 km weit zurück, nachdem die deutschen Truppen beim Angriff schwere Verluste erlitten hatten. Nach dem Durchbruch stieß die Division in den Raum südlich Baccarat und nordostwärts Epinal vor.
Im Juli 1940 nach der französischen Kapitulation erfolgte die Verlegung nach Polen. Dort blieb der Verband zunächst als Besatzungstruppe.

### Unternehmen Barbarossa
Von Juli 1940 bis Juni 1941 war die Division in Polen stationiert. Im Juni 1941 wurde die Division für die kommende Angriffsoperation gegen die Sowjetunion der 6. Armee unterstellt. Am 22. Juni stand die Division westlich Sokal und setzte dort über den Bug. Der Vorstoß durch die Ukraine führte über Dubno an den Fluss Teteriw. Dann weiter in den Raum Kiew, wo der Verband an der Schlacht um Kiew (1941) beteiligt war. Von dort ging es weiter ostwärts in das Gebiet südlich von Belgorod. Über den Winter wurde in diesem Raum ein Stellungskrieg geführt.

### 1942
Zu Beginn des Jahres 1942 stand die Division weiterhin im Raum Belgorod und sicherte die eigene Frontlinie in den seit dem Vorjahr besetzten Stellungen.
Als die Wehrmacht im Sommer 1942 wieder in die Offensive überging, griff die 75. ID als Verband der Heeresgruppe Süd aus dem Raum Starij Oskol an und stieß in Richtung Don bei Korotjask vor. Ab September 1942 folgte wieder ein Grabenkrieg mit vielen Abwehrkämpfen bei und in Woronesch.

### 1943
Im Februar 1943 endeten die Grabenkämpfe bei Woronesch und die Division musste der allgemeinen Rückzugsbewegung folgend etwa 60 km nach Südosten auf Starij Oskol hin ausweichen. Eine drohende Einschließung konnte mit eigenen Kräften verhindert werden und es gelang der Durchbruch nach Westen bis in den Raum Ssumy. Dort kam es zu schweren Kämpfen um Boromlja und am Psel. Auch von April bis Juni gingen die Kämpfe im Großraum Ssumy weiter. Hier war die Division am Westrand des Kursker Bogens beim Unternehmen Zitadelle eingesetzt. Dann erhielt die Division eine kurze Pause zur Wiederauffrischung und verlegte in den Raum westlich Belgorod und bei den Rückzügen durch die Nordukrainedann nach Winniza zurück Richtung Westen. Am 2. Oktober 1943 kam es zur Umorganisation zu einer Division des Typs 44. Am Ende des Jahres verfügt sie nur noch über fünf Grenadierbataillone.

### 1944 und 1945
Bis März 1944 war sie an den Kämpfen der Kesselschlacht von Tscherkassy beteiligt und bestand nur noch aus drei Bataillone Infanterie und einer leichten und einer schweren Artillerie-Batterie. Sämtliche Panzerabwehrwaffen und motorisierte Fahrzeuge waren in den vorausgehenden Monaten verloren gegangen. Als Kampfgruppe erhielt sie die Aufgabe Ende März/Anfang April südlich des Dnjestr einen Abschnitt der 1. Panzer Armee die bei der Kesselschlacht von Kamenez-Podolski, auch als Hube-Kessel bekannt, eingeschlossen worden war. Im Raum Buczacz, etwa 60 bis 70 km südöstlich von Lemberg (Lwiw) gelang der Ausbruch aus dem Kessel. Es folgte ein Rückzug über den Sereth, die Stryba an den westlichen Dnjestr. Ab August eine weitere Rückzugsbewegung in die Karpaten und dann ab Oktober in die Beskiden. Die ab Februar beginnende Rückzugsbewegung der 1. Panzerarmee nach Oberschlesien führte die Divisions-Kampfgruppe bis in den Raum Mährisch Ostrau, wo es im April 1945 zu den letzten Kämpfen der Divisionsgruppe gegen die Rote Armee kam. Die Reste der Division wurden hierbei endgültig zerschlagen und noch kampffähige Soldaten bzw. Truppenteile wurden in andere Verbände eingegliedert.

### Auflösung
Die Division wurde formell aufgelöst.

## Personen

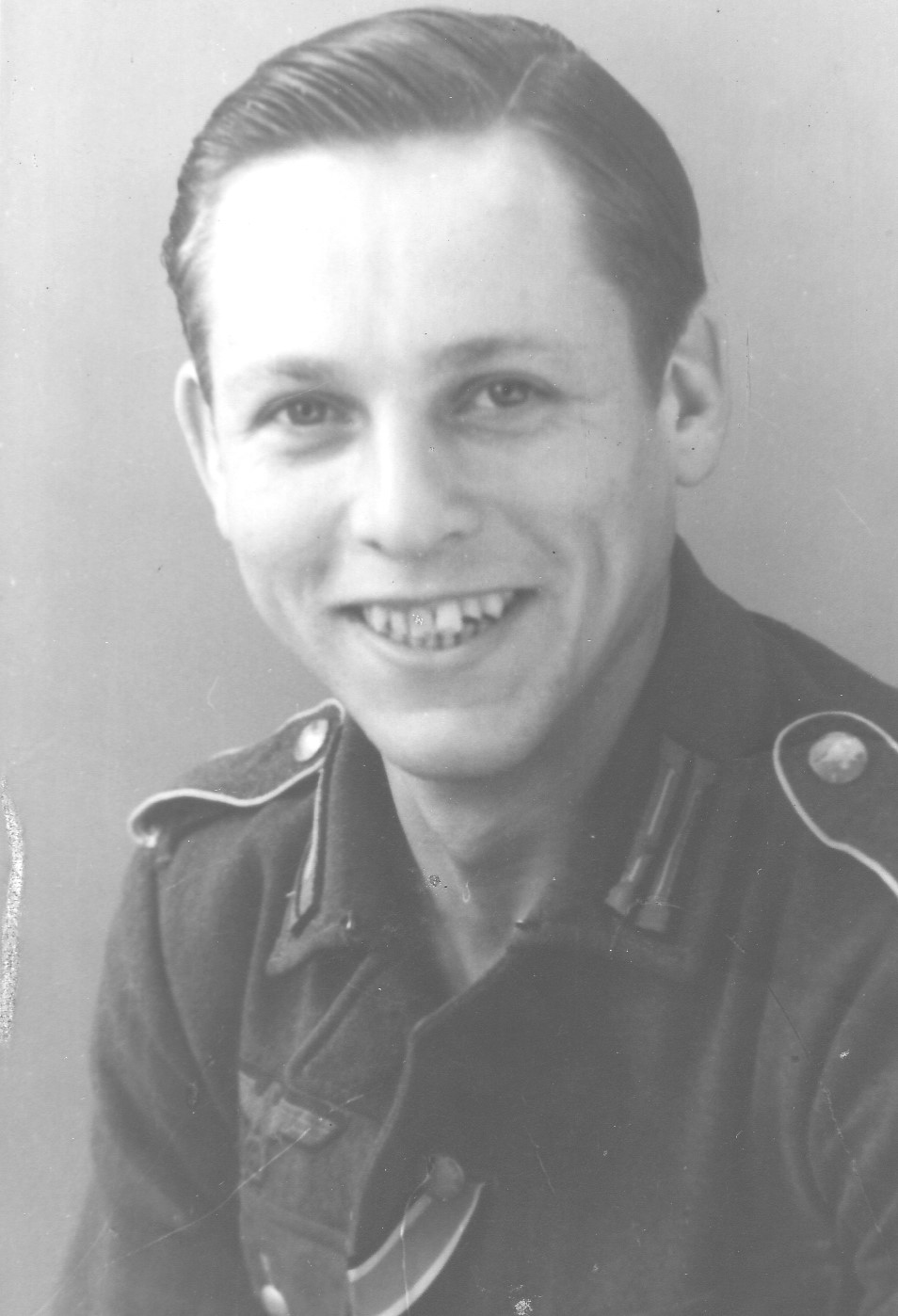
Soldat der 75. Infanterie-Division

### Divisionskommandeure
| Dienstzeit                            | Dienstgrad                   | Name              |
| ------------------------------------- | ---------------------------- | ----------------- |
| 26. August 1939 bis 5. September 1942 | Generalmajor/Generalleutnant | Ernst Hammer      |
| 5.–12. September 1942                 | Generalleutnant              | Erich Diestel     |
| 15. September 1942 bis 9. Juli 1944   | Generalleutnant              | Helmuth Beukemann |
| 10. Juli 1944 bis 5. April 1945       | Generalmajor                 | Karl Arning       |
| 6. April bis Kriegsende               | Oberst/Generalmajor          | Lothar Berger     |

### Generalstabsoffiziere (Ia)
| Dienstzeit                           | Dienstgrad     | Name                   |
| ------------------------------------ | -------------- | ---------------------- |
| 26. August 1939 bis 5. Februar 1940  | Major          | Erich Helmdach         |
| 5. Februar bis 3. Oktober 1940       | Hauptmann      | Friedrich Schildknecht |
| 3. Oktober 1940 bis 1. Dezember 1942 | Oberstleutnant | Kurt von Einem         |
| 1. Dezember 1942 bis 20. August 1944 | Oberstleutnant | Max von Groll          |
| 1. September 1944 bis Mai 1945       | Oberstleutnant | Hans Schiele           |

### Sonstige
- Adolf Westhoff, zuletzt Generalmajor war von 1939 bis 1940 Kommandeur des I. Bataillons des Infanterie-Regiments 172.

## Gliederung
| 1939                                          | 1942                      | 1943–1945                 |
| --------------------------------------------- | ------------------------- | ------------------------- |
| Infanterie-Regiment 172                       | Grenadier-Regiment 172    | Grenadier-Regiment 172    |
| Infanterie-Regiment 202                       | Grenadier-Regiment 202    | Füsilier-Regiment 202     |
| Infanterie-Regiment 222                       | Grenadier-Regiment 222    | Grenadier-Regiment 222    |
| Aufklärungs-Abteilung 175                     | Radfahr-Abteilung 175     | Füsilier-Bataillon 75     |
| Artillerie-Regiment 175 (in vier Abteilungen) | Artillerie-Regiment 175   | Artillerie-Regiment 175   |
| Pionier-Bataillon 175                         |                           |                           |
| Panzerabwehr-Abteilung 175                    | Panzerjäger-Abteilung 175 | Panzerjäger-Abteilung 175 |
| Nachrichten-Abteilung 175                     |                           |                           |
| Versorgungseinheiten 175                      |                           |                           |
| --                                            | Feldersatz-Bataillon 175  | Feldersatz-Bataillon 175  |